# گندم دودانه
گندم دودانه‌ای، گندم وحشی (نام علمی: Triticum dicoccum) که با نام اِمِر نیز شناخته می‌شود، یکی از گونه‌های گندم دارای ریشک می‌باشد. این گونه از اولین محصولات مورد استفاده در دوره نوسنگی در خاور نزدیک بود. بعدها به طور گسترده در تمام دنیا گسترش یافت. اما در حال حاضر در مناطق کوهستانی اروپا و آسیا مورد استفاده قرار می‌گیرد.